# I album -iD-
《I album -iD-》은 KinKi Kids의 9번째 앨범이다. 2006년 12월 13일 발매. 최고순위는 1위이다. 부제인 'iD'는 두 사람의 이름의 영문명인 Koichi  Domoto・Tsuyoshi Domoto를 뜻한다. 일본에서 250,000장이 상점에 입고되어 일본레코드협회에 의해 플래티넘 인증을 받았다.

## 수록곡
1. 真冬のパンセ
작사: 浅田信一(아사다 신이치)　작곡: 石塚知生(이시즈카 토모카)　편곡: CHOKKAKU
2. 藍色の夜風
작사: 上田ケンジ(우에다 켄지)　편곡: 本間昭光(혼마 아키미츠)　편곡: 家原正樹(이에하라 마사키)
3. SNOW! SNOW! SNOW!
작사: 秋元康(아키모토 야스시)　작곡: 伊秩弘将(이지치 히로마사)　편곡: 家原正樹(이에하라 마사키)
KinKi Kids의 22번째 싱글
4. iD -the World of Gimmicks-
작사: 篠崎隆一(시노자키 류이치)　작곡: 大智(다이치)/宮崎誠(미야자키 마코토)　편곡: 十川知司(소가와 토모지)
5. Love is the mirage...
작사: Satomi　작곡: 松本良喜(마츠모토 료키)　편곡: 十川知司(소가와 토모지)
도모토 쯔요시 솔로곡
6. futari
작사: 堂本光一(도모토 코이치)　작곡: 堂本剛(도모토 쯔요시)　편곡: 吉田建(요시다 켄)
7. Get it on
작사: 白井裕紀(시라이 유키)/新美香(신 마카)　편곡: 井手コウジ(이데 코우지)　편곡: 鈴木雅也(스즈키 마사야)
도모토 코이치 솔로곡
8. Black Joke
작사: 前田たかひろ(우에다 타카히로)　작곡・편곡: U-SKE
9. 夏模様
작사: Satomi　작곡: 林田健司(하야시다 켄지)　편곡: 佐久間誠(사쿠마 마코토)
KinKi Kids의 23번째 싱글
10. Parental Advisory Explicit Content
작사: Satomi　작곡: 林田健司(하야시다 켄지)　편곡: 吉田建(요시다 켄)
11. Night+Flight
작사・작곡: Gajin　편곡: 佐久間誠(사쿠마 마코토)
12. Harmony of December
작사・작곡: マシコタツロウ(마시코 타츠로우)　편곡: ha-j
KinKi Kids의 24번째 싱글

- 통상반 수록
13.　Love is... 〜いつもそこに君がいたから〜
　　　작사・작곡: 成海カズト(나루미 카즈토)　편곡: garamonn